# Три белых коня
«Три белых коня» — песня композитора Евгения Крылатова на слова поэта Леонида Дербенёва из советского телефильма 1982 года «Чародеи».
Песню записала для фильма Лариса Долина. Она исполняет её детским фальцетом.
Песней были недовольны и композитор, и режиссёр. Бромберг считал мелодию старомодной, Крылатову песня напоминала речитатив. Несколько раз разногласия насчёт песни приводили к ухудшению их отношений. После выхода фильма Крылатов говорил: «„Три белых коня“ я вынужден любить, раз все её любят».
Изначально песню спела Светлана Степченко, но её исполнение не произвело впечатления на композитора и режиссёра. Позже её незапланированно спела заглянувшая в студию Лариса Долина, чей вариант понравился обоим и был взят в фильм.